# Verve
Die Verve (französisch gesprochen [vɛrv(ə)]) bezeichnet eine künstlerisch kreative Leichtigkeit und symbolisiert ein allgemein positiv beschwingtes Lebensgefühl.
Der deutsche Begriff wird im Speziellen für den Schwung (im Sinne des Lebensgefühls), Ideenreichtum und Begeisterung im künstlerisch anspruchsvollen Kontext verwendet und führt auf einen altromanischen Ausdruck für Talent und Schaffenskraft in der Schriftstellerei zurück. Er gelangte insbesondere durch Kurt Tucholskys Gedicht Das Ideal weiträumig in den deutschen Sprachgebrauch.